# Anderlechtsesteenweg

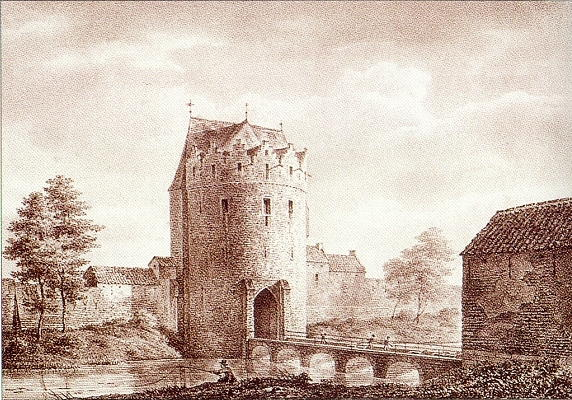
De Anderlechtsepoort aan het eind van de 18e eeuw

De Anderlechtsesteenweg (Frans: rue d'Anderlecht) is een straat in de Belgische hoofdstad Brussel die van het Fontainasplein naar de Slachthuislaan loopt.
Vanaf de middeleeuwen was de huidige Anderlechtsesteenweg onderdeel van de route waarmee de stad Brussel vanuit Frankrijk en Henegouwen bereikt kon worden: in het verlengde van de Bergensesteenweg kwam men via het huidige Fontainasplein, de Kolenmarkt en de Guldenhoofdstraat op de Grote Markt uit.
Het stuk tussen het vroegere Klein Eiland (tegenwoordig Fontainasplein) en de huidige Arteveldestraat heette in de 13e eeuw 'Overmolen', naar de Overmolenpoort uit de 11e-eeuwse stadsomwalling.
Het gedeelte tussen de Arteveldestraat en de huidige Slachthuislaan werd in de 14e eeuw 'ter Cruyskene' genoemd, naar de Ter Cruyskene- of Anderlechtsepoort, die onderdeel was van de tweede stadsomwalling uit de 14e eeuw.
De huidige naam Anderlechtsesteenweg dateert uit de 16e eeuw.
Vanaf de 19e eeuw verloor de straat aan betekenis door de aanleg van nieuwe wegen die in noord-zuidrichting op de centrale lanen aansloten. Vroeger was de straat populair vanwege de vele cafeetjes, maar tegenwoordig overheersen woonhuizen.